# Посёлок имени Кирова (Коломна)
Посёлок имени Ки́рова — исторический район Коломны, бывшее село Протопопово. Расположен на юго-западе города, на левом берегу Оки, между районом Колычёво, парком 50-летия Октября и улицей Астахова.

## История
Село Протопопово основано не позднее XV века. Вблизи него располагалась переправа через Оку. Вначале село принадлежало причту Успенского собора, благодаря чему получило название — протопопом называли протоиерея, служившего в соборе. С XVI века принадлежало коломенскому епископу. В селе находилась церковь Живоначальной Троицы, первоначально деревянная. В 1805 году владельцем соседнего села Щепотьева, прапорщиком П. В. Сельверстовым, построена каменная церковь. Позднее вместо него была выстроена новая, большая, Троицкая церковь из красного кирпича с белокаменной отделкой и шатровой колокольней, в русском стиле.
Было центром Протопоповской волости Коломенского уезда. По переписи 1926 года и статистическому справочнику 1929 года, в Протопопове имелось 281 хозяйство и проживало 1237 жителей. В селе указаны: сельсовет, волостной исполком, милиция, школа 1 ступени, почтовое отделение.
В 1932 году постановлением ВЦИК селение Протопопово включено в черту города Коломны.
Позднее село (вместе с деревней Бутырки) переименовано в посёлок имени Кирова. В 1930-е гг. Троицкая церковь закрыта, в 1940-е гг. снесена. В 1997 году заново создана православная община, в 2001—2003 гг. в центре посёлка построена деревянная церковь Сергия Радонежского, а позднее (с 2005 года) рядом с ней возведена новая кирпичная Троицкая церковь.

## Современное состояние

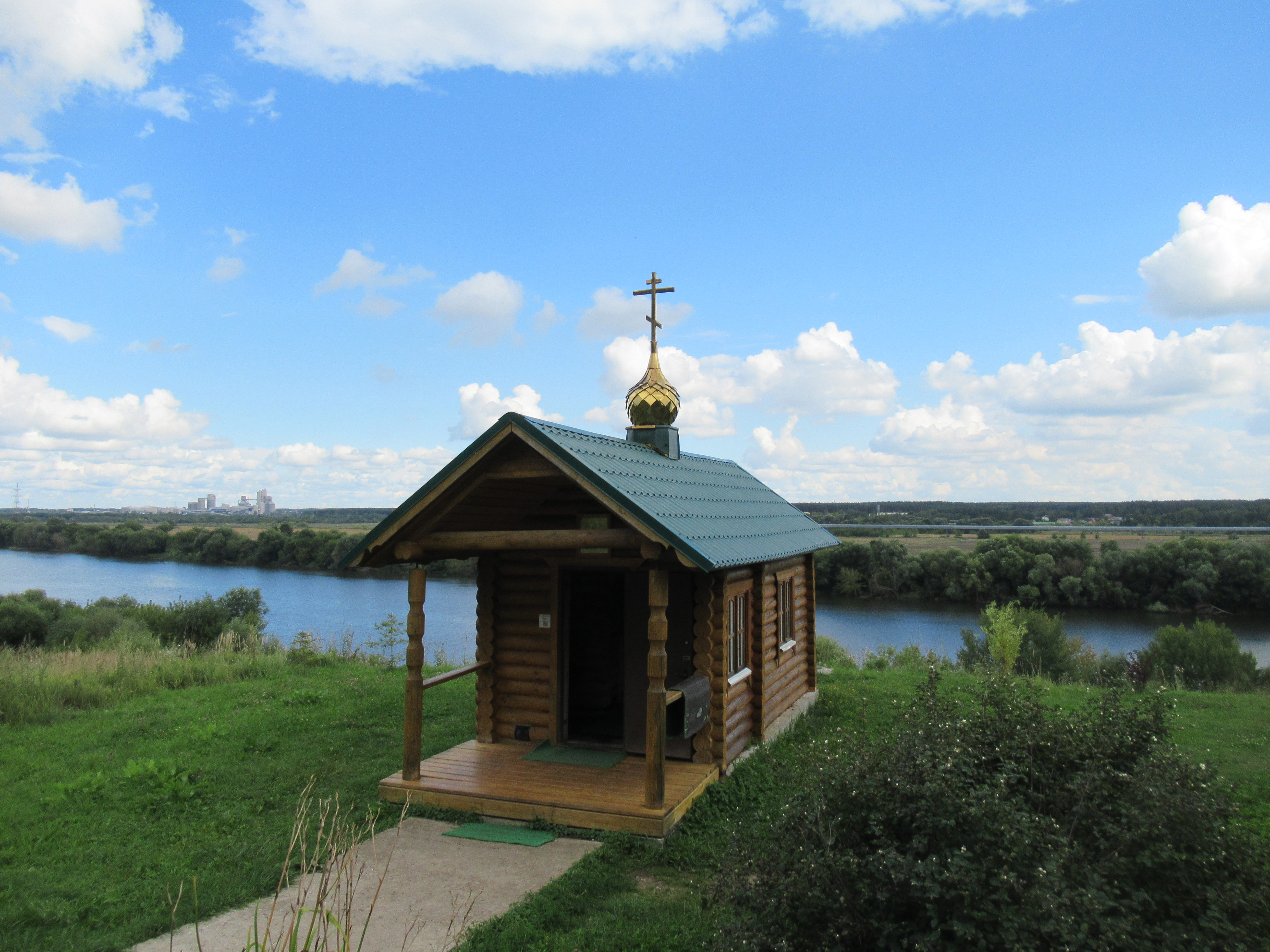
Купель у источника Сергия Радонежского

Район сохраняет частную застройку. Дома адресованы по двум улицам — Кирова и Радонежской. Имеется старинное Протопоповское кладбище, закрытое для новых захоронений. Действует Троицкая церковь, почитается родник Сергия Радонежского на берегу Оки.